# 霞喀羅大山
霞喀羅大山，又名石鹿大山，位於新竹縣五峰鄉與尖石鄉交界，海拔高度2234公尺（或2322公尺）。

## 地理

### 周邊山岳
以下為沿此山主要稜線分佈的周邊山岳：
- 沿北稜線：霞山、油羅山
- 沿北北東稜線：錦屏山、石麻達山
- 沿西稜線：高橋山、西高橋山、面托油山
- 沿南稜線：佐藤山、檜山、結城山、境界山

其他周邊山岳有養老山（東北側）、布奴加里山（東南側）、基那吉山（東南側）、麥巴來山（西北側）、天頓山（西南側）、野馬敢山（西南西側）及鹿場大山（西南西側）。

### 源流河川
以下為發源於此山的河川：
- 霞喀羅溪（頭前溪水系的最遠源流）：發源於西南坡
- 麥巴來溪（頭前溪水系支流）：發源於西北坡
- 薩克亞金溪（淡水河水系支流）：發源於東南坡

## 周邊林道及步道
- 羅山林道南線
- 霞喀羅古道
- 霞喀羅-鹿場連嶺國家步道系統

## 周邊景點
- 檜山神木